# Rémy Cabella
Rémy Cabella (født 8. marts 1990 i Ajaccio, Frankrig) er en fransk fodboldspiller (midtbane), der spiller for Saint-Étienne, udlejet fra Olympique Marseille. Han har tidligere også repræsenteret Montpellier HSC samt Newcastle United i England
Cabella står (pr. marts 2018) noteret for fire kampe for Frankrigs landshold, som han debuterede for 27. maj 2014 i en venskabskamp mod Norge. Han var en del af landets trup til VM i 2014 i Brasilien.

## Titler
Ligue 1
- 2012 med Montpellier HSC